# Malattia di Krupp
La malattia di Krupp è una fragilità di rinvenimento.
Alcuni acciai da bonifica, nell'intervallo di temperatura 450-550 °C (raffreddati lentamente attraverso quest'intervallo o posti in esercizio a tale temperatura), presentano un forte infragilimento dovuto alla formazione di precipitati infragilenti ai bordi dei grani cristallini. Questi ostacolano il movimento delle dislocazioni e quindi la possibilità di deformazioni plastiche. 
Si può avere una diminuzione di resilienza di circa il 60%.
Altro effetto della malattia di Krupp è l'innalzamento della temperatura duttile-fragile.
Questi precipitati (solitamente Fosforo, Antimonio, Stagno ed Arsenico) generano una rottura di tipo fragile intergranulare (riconoscibile perché senza deformazioni della superficie e caratterizzata da brillantezza).
Per eliminare questa fragilità del metallo vi sono due soluzioni, effettuare il trattamento di rinvenimento a una temperatura che non appartiene al range per cui avviene il fenomeno della malattia di krupp, sacrificando durezza e ottenendo una maggiore duttilità al fine di una minor spesa, oppure  introdurre nella lega una piccola quantità di molibdeno, elemento molto costoso, che consente di effettuare il trattamento nel range sopra specificato. 